# Parco nazionale del Kilimangiaro
(Ernest Hemingway, Le nevi del Chilimangiaro (1936))
Il parco nazionale del Kilimangiaro (Kilimanjaro National Park) è uno dei principali parchi nazionali della Tanzania. Copre una superficie di 756 km². 
Nel 1910 fu dichiarato riserva naturale dal governo coloniale tedesco. Nel 1921 divenne riserva forestale. Nel 1973 l'area montana sopra la linea degli alberi (~2.700 m) fu riclassificata come Parco nazionale e fu aperta al pubblico accesso nel 1977. Il parco fu dichiarato Patrimonio dell'umanità dall'UNESCO nel 1987.

## Territorio

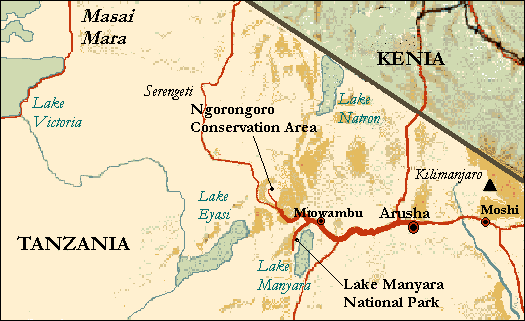
Mappa della Tanzania settentrionale

Il Parco si trova nella parte nordorientale della Tanzania (3°03′32.66″S 37°20′37.97″E), al confine con il Kenya. L'ingresso principale del parco, il Marangu Gate si trova circa 30 km a nord della città di Moshi, a 1.870 m di altitudine.
Nell'area del parco si trova il monte Kilimangiaro, con i suoi tre crateri: a ovest Shira, con un'altitudine di 3.962 m, a est Mawenzi (5.149 m) e al centro Kibo, la vetta più alta dell'Africa (5.895 m).  Tra il Kibo e il Mawenzi giace una piattaforma di circa 3.600 ha, chiamata "la sella", che costituisce la più estesa tundra di altura del continente. La sommità del vulcano è ricoperta da un ghiacciaio perenne.

## Flora

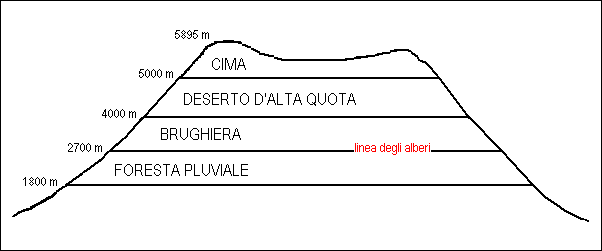
Zone di vegetazione del Kilimangiaro

La vegetazione del Kilimangiaro può essere suddivisa in quattro zone: 
- la zona della foresta pluviale (da 1.801 m a 2.700 m), ricca di rigogliosa vegetazione dominata dagli alberi ad alto fusto;
- la zona della brughiera (da 2.700 m a 4.000 m), abitata prevalentemente da specie arbustifere;
- la zona del deserto d'alta quota (da 4.000 m a 5.000 m), desertica e desolata;
- la zona sommitale (da 5.000 m a 5.895 m), spesso coperta dalle nevi e soggetta a condizioni climatiche estreme.

### Zona della foresta pluviale
da 1.800 m a 2.700 m

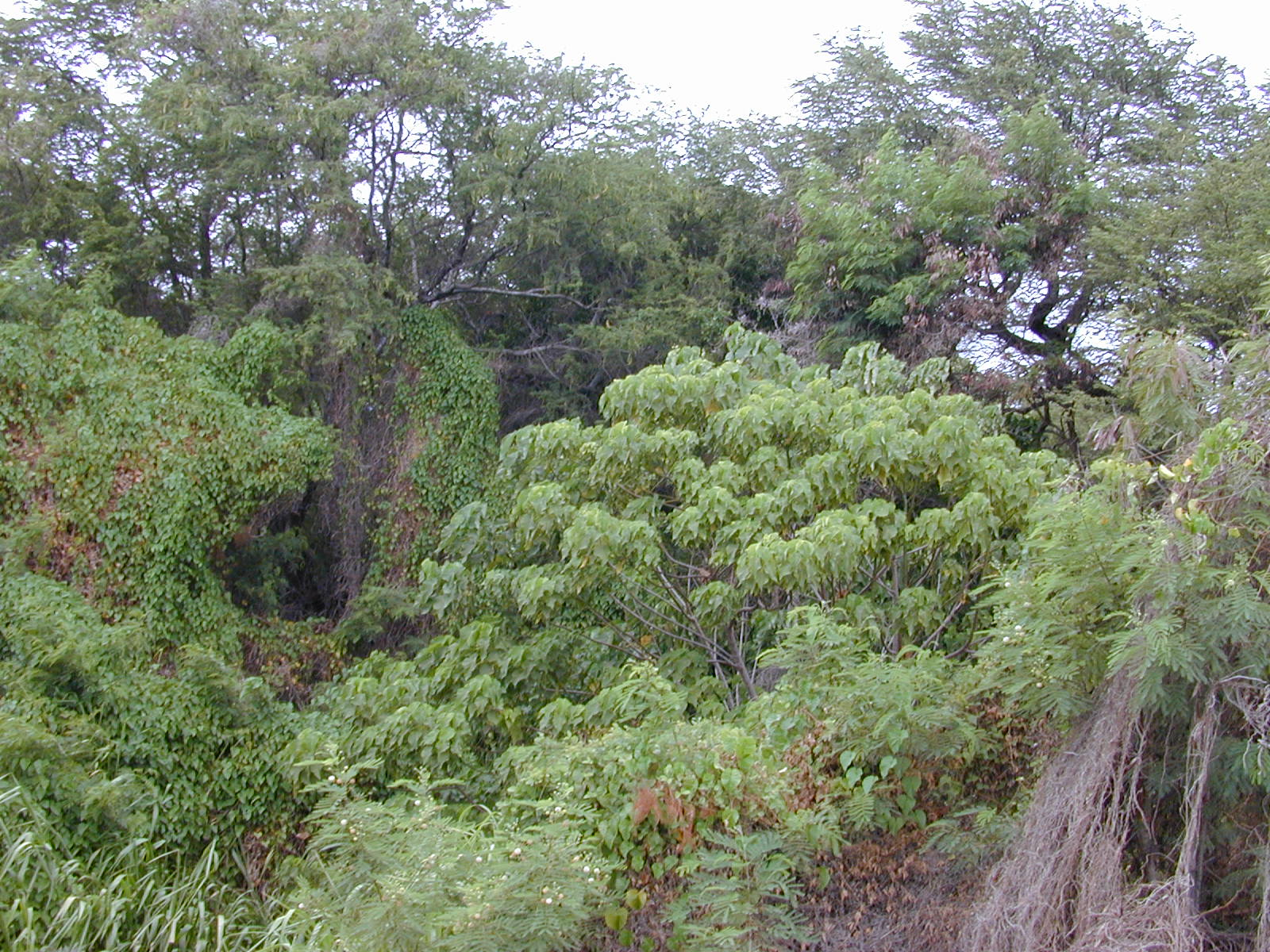
Foresta di Macaranga

Questa è certamente la fascia più ricca di specie vegetali, dominata da alberi ad alto fusto dalle chiome rigogliose che ricoprono totalmente i sentieri formando suggestive foreste a galleria. Le specie ad alto fusto maggiormente rappresentate sono: Macaranga kilimandscharica, Albizia schimperiana e Mitragyna rubrostipulata. Accanto a questi veri e propri giganti del regno vegetale crescono alberi di dimensioni più ridotte quali Tabernaemontana holstii,  Xymalos monospora e Agauria salicifolia. Tra le specie erbacee si incontrano specie caratteristiche quali le orchidee del genere Polystachya, alcune specie di Impatiens: Impatiens pseudoviola di colore rosa e Impatiens kilimanjari dai fiori rosso scarlatto, e Mimulopsis kilimandscharica, una pianta erbacea con fiori rosa. 
Nel versante nord e ovest la foresta riceve meno piogge e qui si incontrano specie differenti: alti e contorti esemplari di ginepro (Juniperus procera), e due specie di olivo, Olea africana, alto fino a 10 metri, e Olea kilimandscharica, alto fino a 30 metri.
Alle quote più elevate gli alberi si diradano. Si osservano esemplari isolati di varie specie di Podocarpus, di Ilex minutus e dei grandi alberi della canfora africana Ocotea usambarensis, che possono raggiungere i 40 metri d'altezza.
Nelle zone più umide e riparate Hagenia abyssinica, rosacea con grandi foglie pennate, si ricopre con eleganti fiori rosso scuro.

### Zona della brughiera
da 2.700 m a 4.000 m

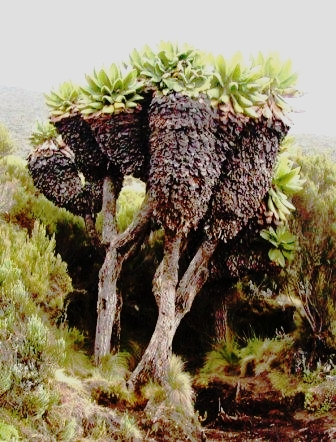
Dendrosenecio kilimanjari

Al di sopra della linea degli alberi scompaiono le piante ad alto fusto ma sono tuttavia presenti numerose specie vegetali.
La zona più bassa della brughiera è popolata da fitti cuscini di Erica arborea che creano suggestivi effetti cromatici. Le piante più singolari di questa zona sono comunque i seneci giganti (Dendrosenecio kilimanjari e Dendrosenecio johnstonii), caratteristica pianta dal lungo tronco che regge una ampia e carnosa rosetta fogliare, e la Lobelia deckenii, una specie della famiglia delle Campanulacee che cresce fino ad 3 metri di altezza, con grandi spighe verticali claviformi.
Completano il paesaggio numerose altre specie meno appariscenti ma che offrono una varietà di sfumature cromatiche: gli arbusti di Hypericum revolutum con piccoli fiori gialli, l'Helichrysum kilimanjari con fiori giallo intenso, la liliacea Kniphofia thomsonii, il Gladiolus watsonioides con fiore rosa salmone, l'orchidea Disa stairsii, con bella spiga rosa intenso, l'Anemone thomsonii, il giallo Ranunculus oreophylus, la Scabiosa columbaria dai fiori rosati, 
l'Anthospermum usambarensis, cespuglio somigliante al cipresso con fioriture bianche, e la Stoebe kilimandscharica con minuscole foglie grigio-argentate.

### Zona del deserto d'alta quota
da 4.000 m a 5.000 m
La vita vegetale in questa zona è limitata ad alcune specie erbacee dalla sviluppata capacità di adattamento a condizioni ambientali poco favorevoli.
Oltre che muschi e licheni lapidicoli è possibile vedere esemplari di Carduus chamaecephalus, di forma appiattita e con foglie pelose e spinose, ciuffi isolati di Pentaschistis minor, detta "erba del deserto" e differenti specie di Helichrysum (H.kilimanjari, H.newii, H.cymosum, H.argyranthum, H.meyeri-johannis). 
Haplocarpha rueppellii e Haplosciadium abyssinicum sono altre due specie che, grazie a foglie crassulente e ad un rivestimento di fitti peli argentei, che riflettono le radiazioni solari e riducono le perdite d'acqua e di calore, riescono a sopravvivere a queste altitudini.

### Zona sommitale
da 5.000 m a 5.895 m

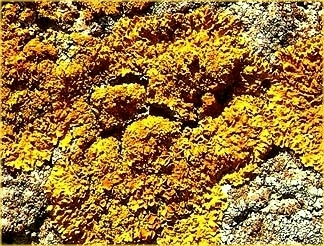
Xanthoria elegans

A causa delle condizioni climatiche estreme di questa zona (basse temperature, radiazioni solari molto intense, ossigeno rarefatto) sono poche le specie vegetali che riescono a sopravvivere. 
Tra di esse si possono annoverare l'erbacea Helichrysum newii e i licheni della specie Xanthoria elegans.

## Fauna

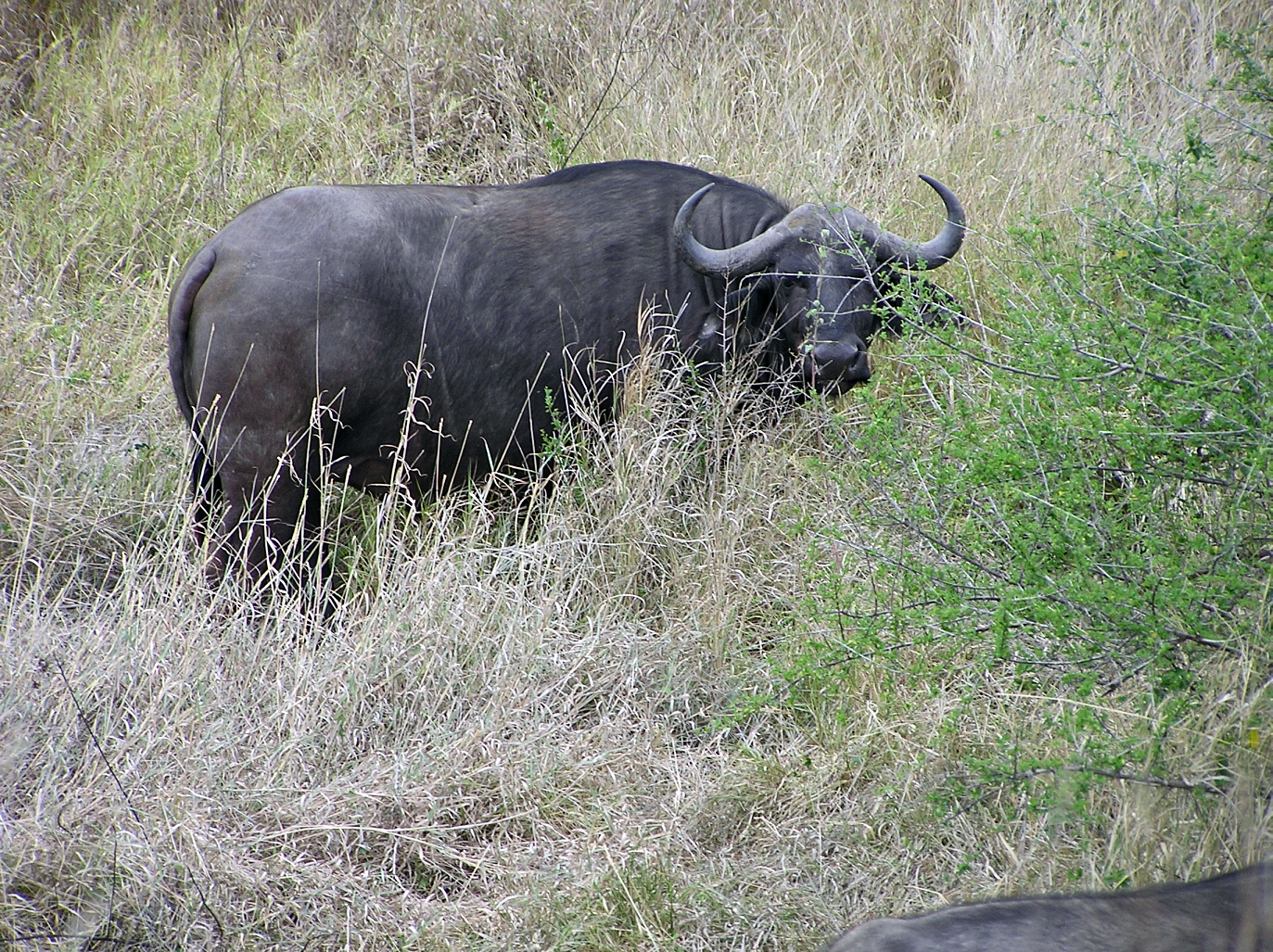
Syncerus caffer

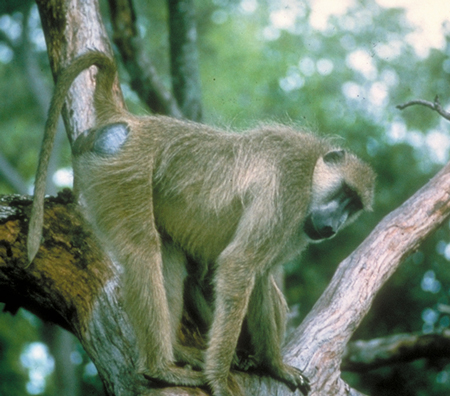
Papio cynocephalus

Il parco è ricchissimo di specie animali: sono state censite oltre 140 specie di mammiferi incluse 7 specie di primati, 25 di carnivori, 25 di antilopi e 24 specie di pipistrelli.
Nella zona delle falde, nonostante il crescente sfruttamento agricolo abbia modificato le caratteristiche del territorio, sopravvive una popolazione di qualche centinaia di elefanti (Loxodonta africana) e non è raro incontrare anche qualche esemplare di bufalo nero (Syncerus caffer) e di leopardo (Panthera pardus).  Il rinoceronte nero (Diceros bicornis), una volta presente in questa area, è adesso estinto.
Tra i mammiferi che popolano la foresta pluviale vanno menzionate differenti specie di primati: il 
babbuino (Papio cynocephalus), il cercopiteco (Cercopithecus mitis),  il colobo orsino (Colobus polykomos), la guereza (Colobus guereza) ed alcune specie di  Galago.
Al di sopra della linea degli alberi le specie di mammiferi più significative sono l'antilope alcina (Taurotragus oryx), l'antilope di Abbot (Cephalophus spadix),  la Sylvicapra grimmia, il Tragelaphus scriptus  e il Cephalophus natalensis. 
Sono reperibili inoltre numerose specie di roditori, quali il Dendrohyrax arboreus, e di insettivori.

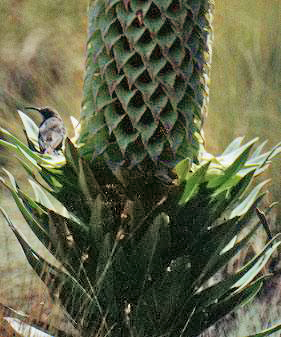
Nectarinia johnstoni

Sono state censite circa 180 specie di uccelli, la maggior parte delle quali abitano la zona di foresta pluviale: tra esse un cenno particolare merita lo storno di Abbot (Poeoptera femoralis), molto raro al di fuori di questa area. Tra le specie reperibili nelle zone più elevate vengono segnalati: il gipeto (Gypaetus barbatus), la sassicola di Erlanger (Pinarochroa sordida), il beccamoschino di Hunter (Cisticola hunteri), la nettarinia malachite di Johnston (Nectarinia johnstoni) e il corvo collobianco (Corvus albicollis). 
Meritano infine una menzione una rara specie di farfalla, la Papilio sjoestedti, nota anche come Kilimanjaro swallowtail, che vive, oltreché sul Kilimangiaro, anche a Ngorongoro e sul Monte Meru, e una sua sottospecie di colore nero, la Papilio sjoestedti ssp. atavus, che si trova solo sul Kilimangiaro.

## Trekking

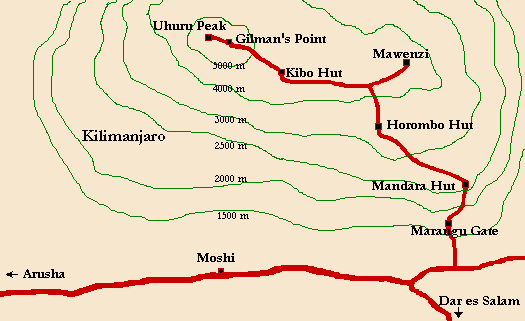
Il percorso della Marangu Road

I sentieri per salire in vetta sono molti, la maggior parte dei quali prendono il via dal versante meridionale del vulcano. Le vie di accesso dal versante settentrionale sono riservate agli alpinisti provetti. Il sentiero Mweka è la via più rapida ma è ripido e pericoloso. Lo stesso si può dire del sentiero Umbwe che viene utilizzato prevalentemente per la discesa rapida sulla via del ritorno. Il sentiero di Machame è uno dei più spettacolari, ma non offre molte possibilità di riparo. La via più comoda, e anche la più utilizzata dai turisti, è la Marangu Road.
Salire in cima al Kilimangiaro attraverso la Marangu road non richiede particolari abilità o attrezzature da alpinista. È tuttavia consigliabile una buona preparazione fisica, il supporto di una guida e di portatori locali, oltreché una disponibilità di almeno 6 giorni.

### Dal Marangu Gate al Mandara Hut

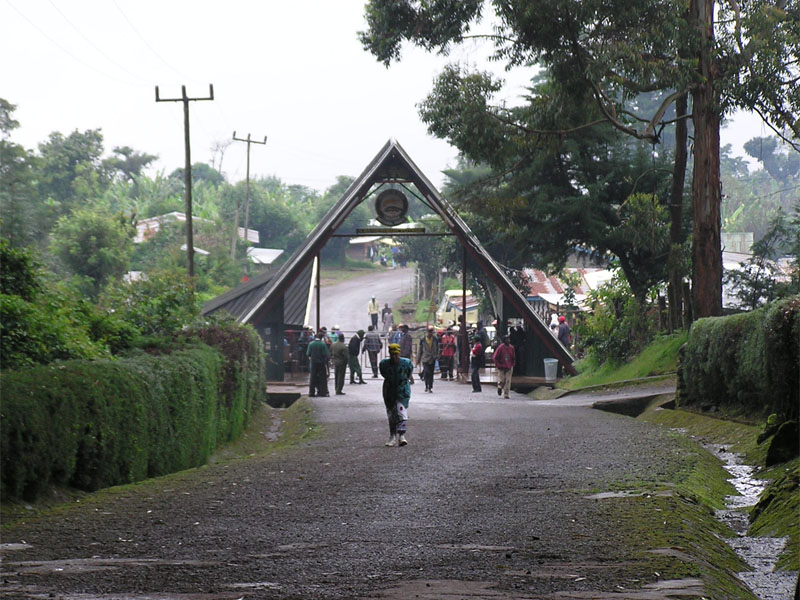
Marangu Gate (1.870 m)

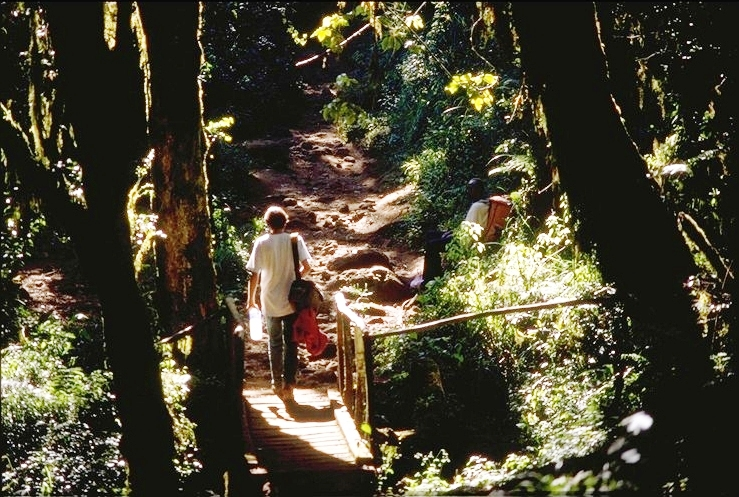
Passaggio nella foresta pluviale

La visita del parco inizia al Marangu Gate, a 1.870 metri di altezza.
La prima tappa si svolge nello scenario lussureggiante della foresta pluviale e richiede circa tre ore di cammino per arrivare al Mandara Hut (2.700 m). Le caratteristiche di questo rifugio sono analoghe a quelle dei successivi che si incontreranno sulla Marangu road: si tratta di un rifugio molto "spartano", capace di ospitare, in camerate promiscue, una sessantina di persone. La cena si prepara in una cucina comune dove ogni gruppo utilizza le proprie provviste.

### Dal Mandara Hut a Horombo Hut

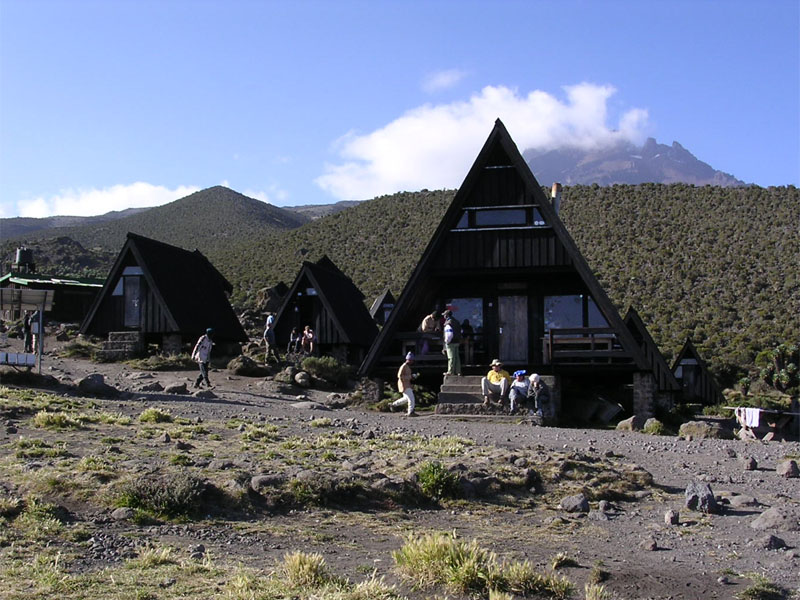
Horombo Hut (3.720 m)

Partendo dal Mandara Hut di buon mattino, la seconda tappa, più impegnativa,  si snoda attraverso un sentiero scosceso che attraversa un paesaggio in cui la vegetazione si va sempre più diradando man mano che si procede: la foresta pluviale cede il posto alla brughiera, con macchie di erica arborea e i caratteristici boschetti di senecio gigante. Dopo circa otto ore di cammino si arriva a Horombo Hut (3.720 m) dove si trascorre la notte. A queste quote si possono avvertire i primi segni del mal di montagna (mal di testa, nausea, inappetenza, insonnia). La temperatura si abbassa notevolmente, specie la notte.

### Giornata di acclimatamento

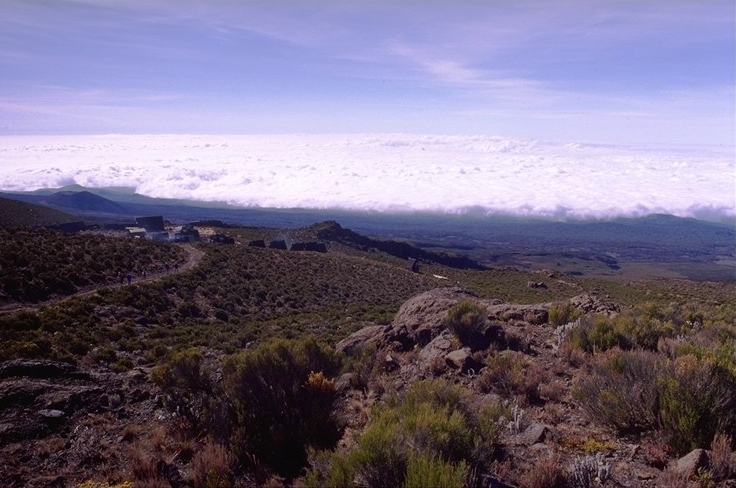
Horombo, sopra le nuvole

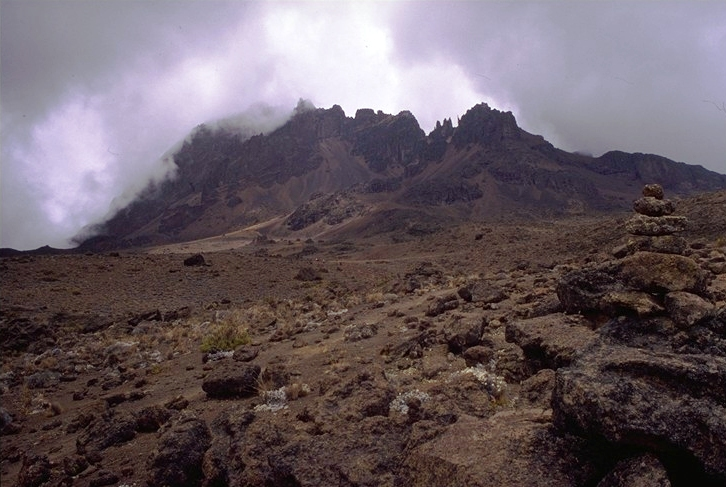
Il massiccio del Mawenzi

Una ascensione troppo rapida rischierebbe di fare acuire il mal di montagna. È questo il motivo per cui è consigliabile, arrivati a questa quota, prevedere una pausa di acclimatamento. La bellezza dei luoghi e i panorami grandiosi rendono estremamente piacevole la sosta. Per abituare l'organismo alla rarefazione dell'ossigeno le guide consigliano di fare una "sgambata" sino a quota 4.000 m, alla base del massiccio Mawenzi (la seconda cima più alta del Kilimangiaro) per poi ridiscendere e trascorrere una seconda notte ad Horombo Hut.

### Da Horombo Hut a Kibo Hut

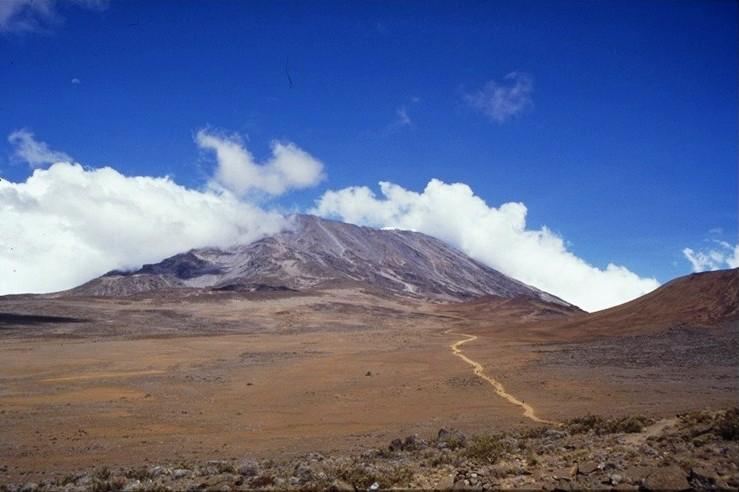
Il massiccio del Kibo

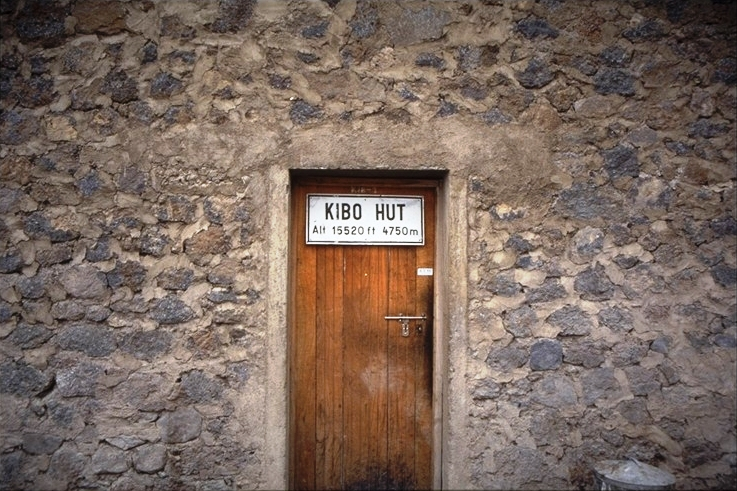
Kibo Hut (4.750 m)

Partenza la mattina di buon ora, otto ore di marcia in un contesto sempre più "estremo" in cui la vegetazione va scomparendo, il paesaggio assume un aspetto desertico e desolato,  e la rarefazione dell'ossigeno si fa sentire sempre di più. "Pole pole" (in swahili: "piano piano") suggeriscono le guide. Nel pomeriggio si arriva a Kibo Hut (4.700 m).
Si approfitta dell'austera accoglienza del rifugio (niente acqua corrente, niente riscaldamento, servizi igienici all'aperto) per riposare qualche ora in attesa della ascensione finale alla vetta. Di notte la temperatura si abbassa molto.

### L'ascensione a Uhuru Peak

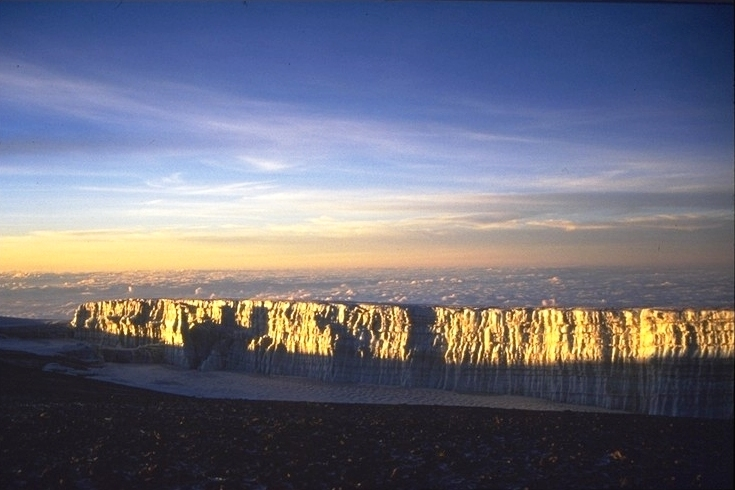
Alba al Gillman's Point

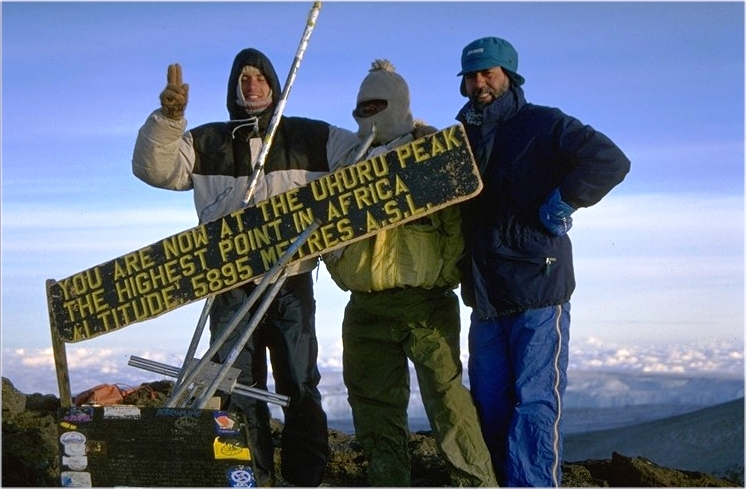
Uhuru Peak (5.895 m)

Intorno a mezzanotte si parte alla volta della vetta. Questa è decisamente la tappa più impegnativa: si procede in diagonale lungo i fianchi sabbiosi del vulcano, sino ad arrivare, all'alba, al Gillman Point (5.685 m). Lo spettacolo del sole che sorge sul ghiacciaio ripaga pienamente della fatica! Dopo un'altra ora e mezzo di cammino tra i ghiacciai, con le forze ormai ridotte allo stremo e con temperature che possono arrivare a - 30 °C, si raggiunge la vetta dell'Uhuru Peak (5.895 m), il punto più alto dell'intero continente africano. 

### Il ritorno alla base

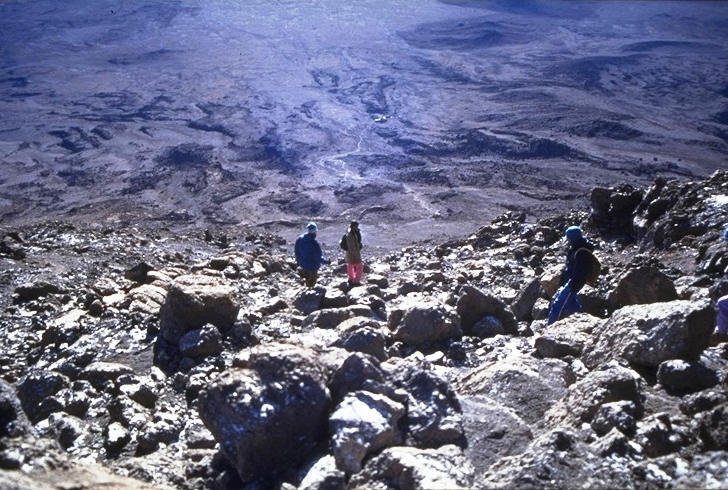
inizia la discesa...

Sotto il cartello indicatore della vetta si trova un registro: è d'obbligo apporvi la propria firma! Esaudita questa inderogabile formalità e scattate le foto di rito si incomincia la discesa. Prima sosta a Kibo Hut per recuperare un po' di energie, quindi discesa sino a Horombo Hut dove si trascorre la notte. L'indomani mattina unica tappa sino al Marangu Gate dove l'avventura si conclude. La maggior parte dei turisti, dopo quest'esperienza, sente il bisogno di fare rotta verso le spiagge assolate di Zanzibar per il meritato riposo.

## Strutture ricettive
Si tratta di rifugi molto "spartani", che offrono sistemazioni in camerate promiscue. Non dispongono di servizio di ristorazione: i pasti si preparano in una cucina comune, con fuoco a legna,  e ogni gruppo utilizza le proprie scorte alimentari. Lungo la via Marangu si incontrano i seguenti: Mandara Hut (2.700 m), Horombo Hut (3.720 m) e Kibo Hut (4.700 m) ciascuno dei quali è affiancato da una serie di piccole costruzioni in grado di accogliere dignitosamente gli escursionisti.